# زكريا الزيني
زكريا أحمد الزيني (1932 - 1993) هو مصور وفنان تشكيلي مصري.

## حياته
ولد زكريا الزيني ونشأ في حي السيدة زينب في 3 ديسمبر 1932 في القاهرة، حاصل على دبلوم في قسم التصوير من كلية الفنون الجميلة في جامعة القاهرة عام 1960، بعد تخرجه كان يصور الحياة الشعبية في القاهرة وخصوصاً في حي السيدة زينب حيث تقام الموالد والزيارات والشعائر الدينية، الذي ترك أثراً واضحاً في أعماله، حيث أختار المولد النبوي مشروعاً لتخرجه، بعد ذلك قرر مغادرة مصر للدراسة في إيطاليا في أكاديمية الفنون الجميلة في البندقية، وحصل على دبلوم في التصوير عام 1964، ثم بعد ذلك درس في أكاديمية الفنون الجميلة وحصل على دبلوم من قسم التصوير الجداري عام 1966، بعد تخرجه عاد الى مصر وعُيّن استاذ ورئيس قسم التصوير في كلية الفنون الجميلة بجامعة حلوان، ثم بعد ذلك رئيس قسم التصوير في كلية الفنون الجميلة بجامعة المنيا.

## عضوية ومناصب
- عضو في جماعة الحفارين "التوركيو بفينيسيا".
- عضو في جماعة الحفارين "البيزونتي بفينيسيا".
- عضو في جماعة الحفر المصري في القاهرة.
- عضو في جمعية خريجي كلية الفنون الجميلة في القاهرة.
- عضو في جماعة الأتيليه للفنانين والكتاب في القاهرة.
- عضو في نقابة الفنانين التشكيليين، وعضو في أول مجلس لإدارتها.
- أستاذ وعميد كلية الفنون الجميلة في القاهرة.
- رئيس قسم التصوير في كلية الفنون الجميلة في جامعة حلوان.
- رئيس قسم التصوير في كلية الفنون الجميلة في جامعة المنيا.

## وفاته
توفي الفنان زكريا الزيني في 15 يوليو 1993 عن عمر ناهز 60 عاماً.